# Casa pairal (la Baronia de Rialb)
La Casa pairal és una casa de la Torre de Rialb, al municipi de la Baronia de Rialb (Noguera), inclosa en l'Inventari del Patrimoni Arquitectònic de Catalunya.

## Situació
El casal, dins del nucli de la Torre, es troba al sector central-sud del terme municipal, sobre una graonada del marge esquerre del riu Rialb, damunt la llengua del pantà homònim que en l'indret inunda la vall. Junt amb l'església de Sant Iscle i Santa Victòria i l'escola forma un notable conjunt arquitectònic.
S'hi va per la carretera asfaltada que es deriva del punt quilomètric 12,7 de la C-1412b (de Ponts a Tremp), direcció Politg, que arriba fins a Peramola. Als 3,2 km, després d'haver passat el viaducte que creua les aigües del pantà, es pren el desviament de la dreta que porta al nucli de la Torre.

## Descripció

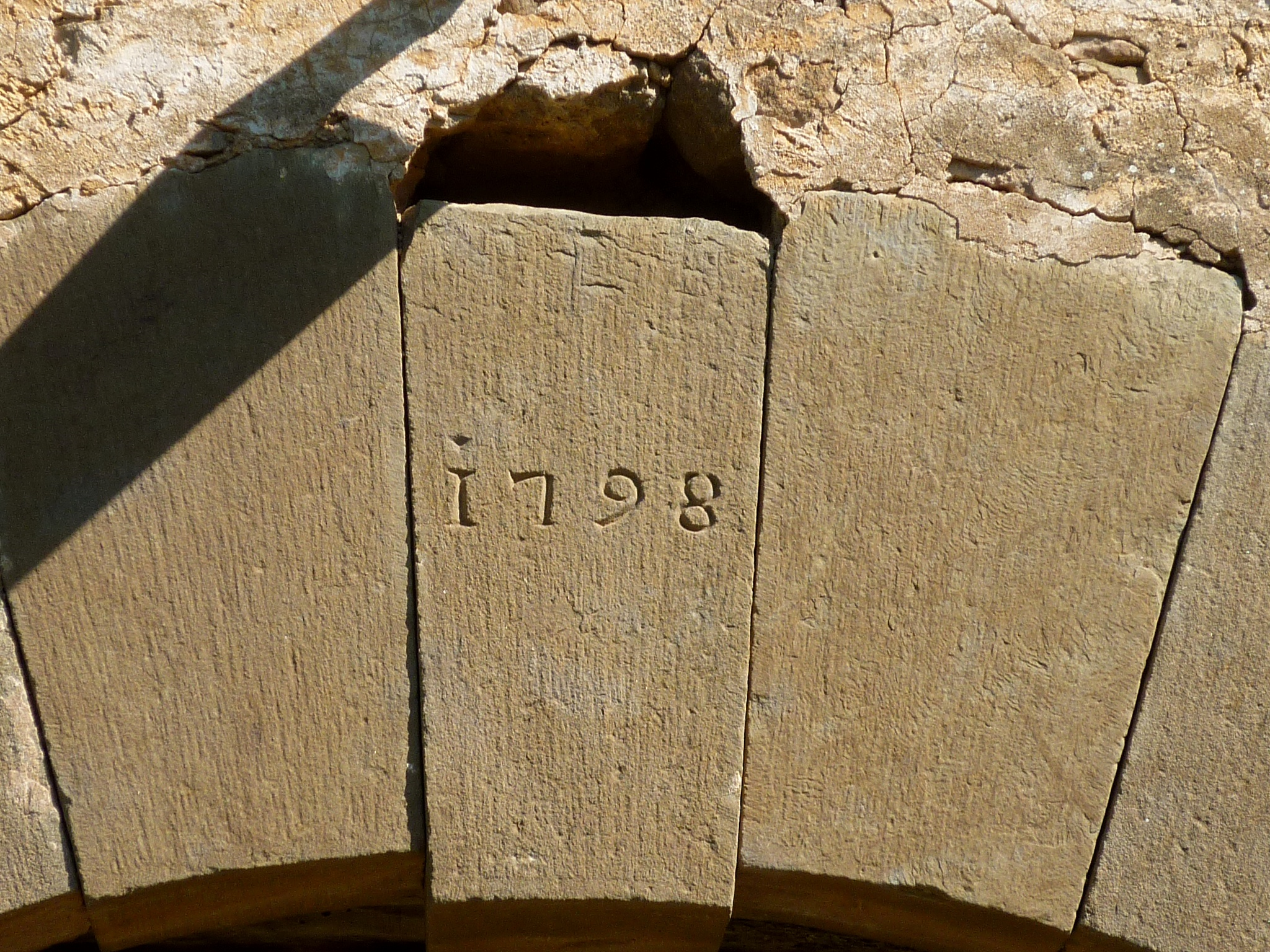
Dovelles del portal

És una casa pairal aïllada, de tres plantes d'alçada. Consta de porta amb arc rebaixat de dovelles de pedra, que dona a les quadres i baixos. Finestres amb motllures a la planta principal i finestretes per la sota coberta. Els murs estan rejuntats a la planta baixa, més antiga, i arrebossat a la façana principal orientada a migdia. L'edifici s'adapta al desnivell del terreny, enlairant-se sobre el riu de Rialb.

## Història
S'havia utilitzat com a casa de la vila de la Baronia. A la llinda de la porta principal hi ha la data de 1798.

## Referències

Casa pairal
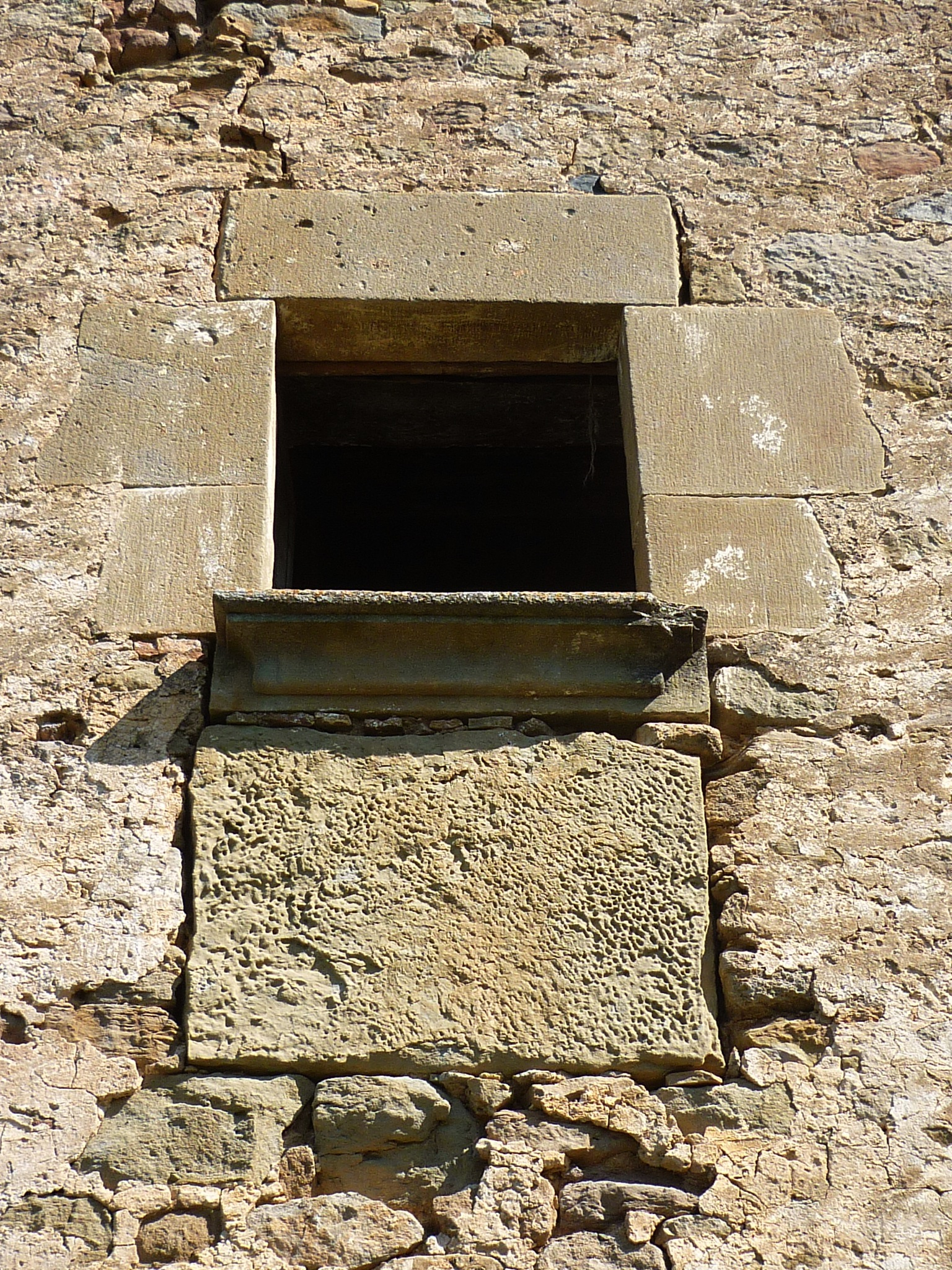
Una finestra
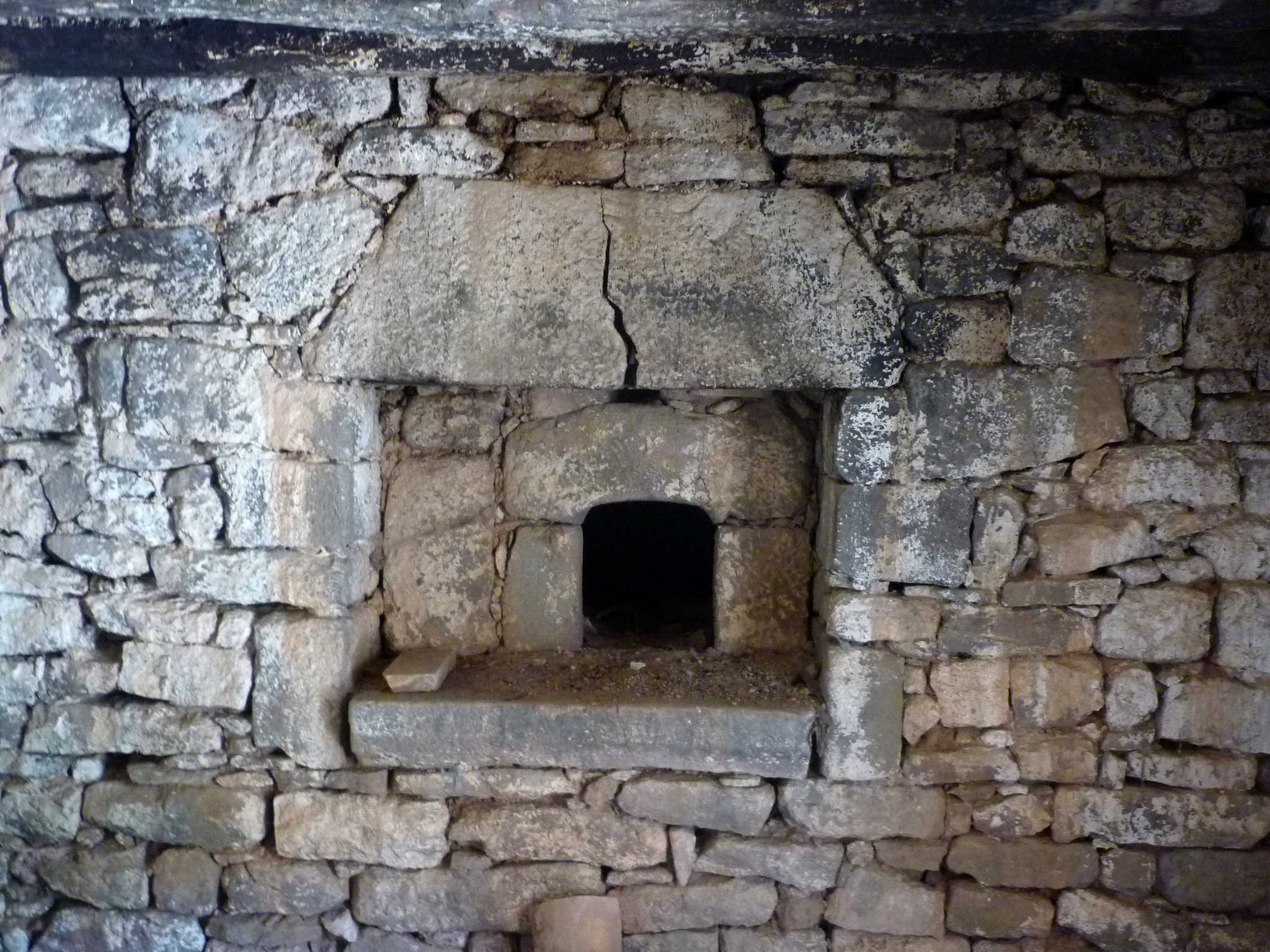
El forn
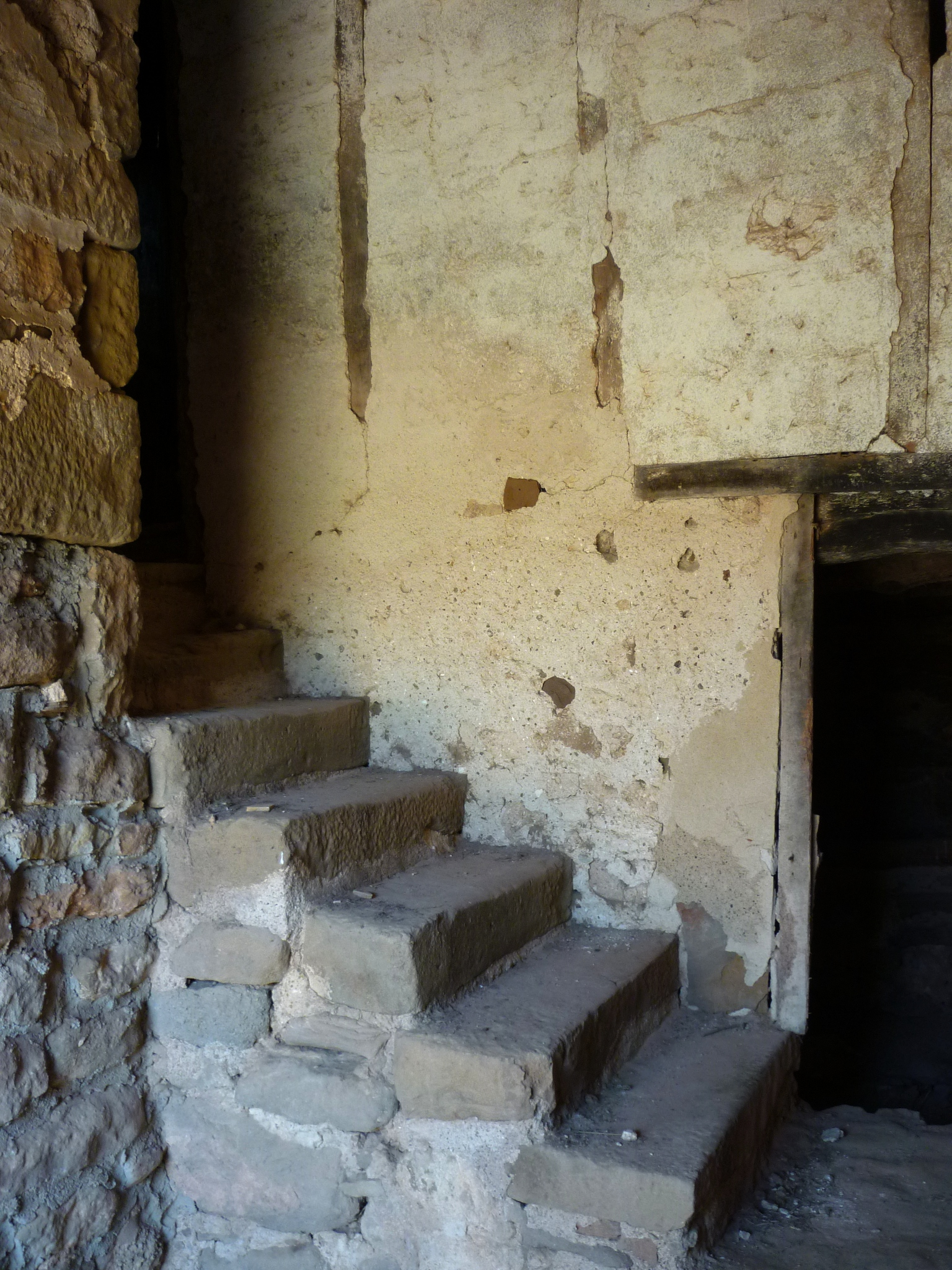
Escales planta baixa